# Salix triandra
La mimbrera oscura (Salix triandra), o también sauce almendruño, sauce negro o sarga, es una especie botánica de sauce nativa de la región eurasiática. 

## Descripción
Es un pequeño árbol de 4-6 m, llegando a 10 m. Es ramificado desde la base, plenamente ascendente. Tiene hojas simples, alternas, de 2-9 cm x 0,5-2 cm; lanceoladas a oblongo lanceoladas, transovadas lanceoladas, serradas, verdosas intensas y lustrosas por el haz,  pálidas y glaucas por el envés. El fruto es una cápsula aovada cónica, pedicelada, verde y glabra (lampiña). Su floración es a fines de la primavera.

## Hábitat
Prospera entre 50 y 1800 m s. n. m. No muestra preferencia por suelo. Es de media luz. Crece mejor con humedad edáfica constante;  no soportando temperaturas extremas.

## Taxonomía
Salix triandra fue descrita por Carlos Linneo y publicado en Species Plantarum 2: 1016, en el año 1753.
Etimología
Salix: nombre genérico latino para el sauce, sus ramas y madera.
triandra: epíteto latino que significa "con tres estambres".
Sinonimia
- Salix amygdalina L.[5]

## Nombres comunes
- Castellano: mimbrera oscura, mimbre silvestre, sarga, sarga negra, sargatilla, sargatilla borda, sargatilla borda o negra, sargatilla borde, sargatilla negra, sauce almendro, sauceda de serpiente, vergueras.
- Aragonés: sarga, sarga negra, sarguera.[6]